# 前川知大
前川 知大（まえかわ ともひろ、1974年 - ）は、日本の劇作家、演出家。イキウメ、カタルシツを主宰する。

## 経歴
新潟県柏崎市出身。2000年東洋大学文学部哲学科卒業。活動の拠点とするイキウメは2003年結成。超常的な世界観で、身近な生活と隣り合わせに現れる異界を描く。空間と時間を同時に編集するシームレスな演出を特徴とする。
2007年『散歩する侵略者』（2005年初演）を小説として発表する（現在、角川文庫刊）。2008年上演の『表と裏と、その向こう』で、読売演劇大賞 優秀作品賞、優秀演出家賞。2009年上演の『関数ドミノ』『奇ッ怪〜小泉八雲から聞いた話』で、紀伊國屋演劇賞 個人賞、芸術選奨新人賞ほか受賞。
2010年ロンドン・ロイヤルコート劇場 Royal Court Theatre の劇作プログラム（インターナショナル・レジデンシー）参加。同年『プランクトンの踊り場』で、鶴屋南北戯曲賞。2011年上演の『太陽』で第63回読売文学賞 戯曲・シナリオ賞。『奇ッ怪 其ノ弍』『太陽』で第19回読売演劇大賞 最優秀演出家賞、大賞を受賞。
2013年劇団の実験室、カタルシツを開始。第一回公演ではドストエフスキー原作『地下室の手記』を翻案、演出。『地下室の手記』『片鱗』の演出で、第21回読売演劇大賞 優秀演出家賞、『片鱗』で優秀作品賞を受賞する。
2017年『散歩する侵略者』が黒沢清監督により映画化され、第70回カンヌ国際映画祭「ある視点」部門に出品。同年制作スピンオフのテレビドラマは、劇場版『予兆 散歩する侵略者』（黒沢清監督）として公開され、第68回ベルリン国際映画祭 パノラマ部門に出品される。
2017年『天の敵』『散歩する侵略者』で、第52回紀伊國屋演劇賞 団体賞を受賞する（イキウメ）。
2016年『遠野物語・奇ッ怪 其ノ参』（原作 柳田国男、世田谷パブリックシアターほかで上演）、2018年『ゲゲゲの先生へ』（原作 水木しげる、東京芸術劇場プレイハウスほかで上演）、2019年『終わりのない』（原典 ホメロス「オデュッセイア」、世田谷パブリックシアターほかで上演）などプロデュース公演での脚本・演出。
2016年ロンドンで『太陽』英語リーディング上演（The Studio Theatre, RADA）。2018年パリ市立劇場が『散歩する侵略者』フランス語リーディング上演、ラジオフランスでラジオドラマを放送。
2018年ソウルのカンパニーLASによる韓国語『散歩する侵略者』（イ・キプム演出）、2019年アルコ芸術劇場が再演上演（アーツカウンシルコリア主催）。2021年『太陽』ドゥサン アートセンター主催で上演（キム・ジョン演出）、キム・ジョンファが本作で東亜演劇賞 新人演技賞。2023年同作が国立チョンドン劇場主催で再演。Company Sigaによるダンス作品『太陽』（前川知大 原作、イ・ジェヨン 振付）が、大学路芸術劇場で上演される。
2021年頃より、翻訳戯曲が各国で出版される。『散歩する侵略者』フランス語（エスパス34出版社）、韓国語（ALMA出版社）。『太陽』スペイン語（Satrori出版社）、韓国語（ALMA出版社）、英語（Methuen Drama,an imprint of Bloomsbury Publishing House）、ロシア語（Hyperion Publishing House）、アラビア語（DarAl Maaref Publishers）、中国語（青島出版社）。
2022年『À la Marge（外の道・パリ公演）』イキウメ初の海外公演で作・演出（フランス語字幕）、パリ日本文化会館大ホールで上演する。フェスティバル・ドートンヌ・ア・パリ参加。
2024年『人魂を届けに』で、第31回読売演劇大賞 最優秀作品賞、優秀演出家賞を受賞する。
2025年『奇ッ怪 小泉八雲から聞いた話』で、第12回ハヤカワ「悲劇喜劇」賞を受賞。第32回読売演劇大賞 最優秀作演出家賞、優秀作品賞を受賞する。

## 作品リスト

### 脚本・演出
- ヘリコプター畑（2003年）
- ボッサ！世界担当 （2003年）
- 窓際のベリーロール（2004年）
- 思慮深いモンスター（2004年）
- はばかるな（2005年 脚本）
- 短篇集 図書館的人生vol.1（2005年）
- 双魚（2006年 脚本）
- PLAYER（2006年）
- 江戸から着信!?（2007年 脚本）
- 煙の先（2007年 脚本）
- 狂想のユニオン（2007年）
- 抜け穴の会議室（2007・2010年）
- ウラノス（2008年 脚本）
- 眠りのともだち（2008年）
- 表と裏と、その向こう（2008年）
- 図書館的人生vol.2 盾と矛（2008年）
- 相思双愛（2009年 脚本）
- 奇ッ怪〜小泉八雲から聞いた話（2009年）
- 狭き門より入れ（2009年）
- 見えざるモノの生き残り（2009年）
- 図書館的人生Vol.3 食べもの連鎖（2010年）
- 現代能楽集Ⅵ 奇ｯ怪 其ノ弐（2011年）
- ミッション（2012年 脚本）
- The Library of Life （2012年）
- 片鱗（2013年）
- 空ヲ刻ム者（2014年）
- 太陽2068（2014年 脚本）
- 暗いところからやってくる （2012・2014年 脚本）
- 新しい祝日（2014年）
- 地下室の手記（2013年二人芝居版、2015年ひとり芝居版）
- プランクトンの踊り場（2010年）、聖地X（2015年改題）
- 語る室（2015年）
- 太陽（2011年、2016年）[4]
- 遠野物語・奇ッ怪 其ノ参（2016年）
- 生きてる時間（2017年）
- プレイヤー（2017年 脚本）
- 散歩する侵略者（2005・2007・2011・2017年）
- 図書館的人生Vol.4 襲ってくるもの（2018年）
- ゲゲゲの先生へ（2018年）
- CO.JP（2018年 脚本演出協力、脚本・演出 安井順平）
- 獣の柱（2013・2019年）[5]
- 終わりのない（2019年）[6]
- 関数ドミノ（2005・2009・2014年、2017脚本、2022年）
- 天の敵（2017・2022年）
- 外の道（2021・2022年パリ公演「À la Marge」）
- 人魂を届けに（2023年）
- 無駄な抵抗（2023年）
- 奇ッ怪 小泉八雲から聞いた話（2024年）
- ずれる（2025年）

### 小説
- 散歩する侵略者 （2007年12月 メディアファクトリー、2017年7月 角川文庫）
- 鬼の頭 （群像 2011年4月号掲載、日本文藝家協会「文学2012」所収　2012年4月 講談社）
- ヤブ蚊と母の血 （小説新潮 2014年8月号掲載 新潮社、2018年7月新潮文庫nex「だから見るなといったのに: 九つの奇妙な物語」所収）
- 太陽 （2016年2月 KADOKAWA）

### 絵本
- くらいところからやってくる （絵：小林系、講談社、）原作

### 漫画
- リヴィングストン （作画：片岡人生、講談社、2009年 - 2015年）原作

### 映画
- 太陽 （2016年、入江悠監督）原作・脚本
- 散歩する侵略者（2017年、黒沢清監督）原作
- 劇場版 予兆 散歩する侵略者（2017年、黒沢清監督）原作
- 聖地X （2021年、入江悠監督）原作

### テレビドラマ
- 私が初めて創ったドラマ「奉納イデア毛抜き祭」（2010年10月15日、NHK BShi）脚本・演出
- 予兆 散歩する侵略者（2017年9月19日 - 10月17日、WOWOW）原作
- スーパープレミアム「マリオ〜AIのゆくえ〜」（2018年10月13日、NHK BSプレミアム）脚本

### ラジオドラマ
- FMシアター「散歩する侵略者〜鳴海と真治の二週間〜」（2010年3月13日、NHK-FM）脚本

## 受賞歴
- 第16回読売演劇大賞 優秀作品賞（『表と裏と、その向こう』）
- 第16回読売演劇大賞 優秀演出家賞（『表と裏と、その向こう』『図書館的人生vol.2 盾と矛』）
- 第17回読売演劇大賞 優秀演出家賞（『関数ドミノ』『狭き門より入れ』）
- 第44回紀伊國屋演劇賞 個人賞（『関数ドミノ』『奇ッ怪〜小泉八雲から聞いた話』）
- 第14回鶴屋南北戯曲賞（『プランクトンの踊り場』）
- 第60回芸術選奨新人賞 （『関数ドミノ』『奇ッ怪〜小泉八雲から聞いた話』）
- 第18回読売演劇大賞 優秀演出家賞（『プランクトンの踊り場』『図書館的人生Vol.3 食べもの連鎖』）
- 第19回読売演劇大賞 大賞、最優秀演出家賞（『奇ッ怪 其ノ弍』『太陽』）
- 第19回読売演劇大賞 優秀作品賞（『奇ッ怪 其ノ弍』）
- 第63回読売文学賞 戯曲・シナリオ賞（『太陽』）
- 第21回読売演劇大賞 優秀演出家賞（『地下室の手記』『片鱗』の演出）
- 第21回読売演劇大賞 優秀作品賞（『片鱗』）
- 第52回紀伊國屋演劇賞 団体賞（イキウメ『天の敵』『散歩する侵略者』）
- 第31回読売演劇大賞 優秀演出家賞（『人魂を届けに』『無駄な抵抗』）
- 第31回読売演劇大賞 最優秀作品賞（イキウメ『人魂を届けに』）[7]
- 第12回ハヤカワ「悲劇喜劇」賞（イキウメ『奇ッ怪 小泉八雲から聞いた話』）
- 第32回読売演劇大賞 優秀作品賞（イキウメ『奇ッ怪 小泉八雲から聞いた話』）
- 第32回読売演劇大賞 最優秀演出家賞（『奇ッ怪 小泉八雲から聞いた話』）[8]